# 霍霍坎文化
霍霍坎文化（英語：Hohokam Culture）公元前300—公元1400年间的北美印第安人文化，主要位于今美国亚利桑那州中部和南部地区，大体分布于希拉河及鹽河的半干旱区域。根据发展先后，分为开创期、拓殖期、定居期和古典期4个阶段。
开创期（约公元前300年—公元500年）
霍霍坎人居住区的村落由许多分散的个体建筑组成，建筑物用树木、柴枝、胶泥等构成，其下均有地窖，地窖甚浅。种植玉米，辅以野豆及野果采集和狩猎。同时，于基拉河流域建造3英里长的河渠，引河水灌田。此后数千年间，霍霍坎人发展起复杂的灌溉系统，为先哥伦布时期北美洲之最。农田工程也为其伟大成就之一。这一阶段早期，曾发展起几种制陶工艺。
拓殖期（公元500年—公元900年）
霍霍坎文化大为发展，其影响所及，遍布今亚利桑那州南部地区。村庄的窖屋一如往昔，但引进马雅人的舞蹈厅堂。除玉米外，兼有棉花。灌溉沟渠日益增多。到公元700年前后，渠道变窄而加深，以免渠水渗入土地和蒸发而减少。陶器风格借鉴于邻近各民族并有所改进。
定居期（公元900年—公元1100年）
霍霍坎人活动区域有所减少，但村庄仍由毫无规划的窖屋组成，只是稍为加固而已，偶然有些村庄还修起围墙。经济活动仍以种植玉米、棉花为主，灌溉系统规模更大。这时期的一项主要成就是以蜡模铸造铜钟。
古典期（公元1100年—公元1400年）
这一时期的霍霍坎文化以萨拉多印第安人的和平迁入为其特点，萨拉多印第安人是阿纳萨齐文化的一支，来自索尔特河上游，在霍霍坎人的土地上生活了几十年，后又退去，从此绝迹。这一支普韦布洛尼民族的主要影响，反映在建筑方面。大型多层的社区房舍，围以土墙。主要粮食之外，兼种豆类及南瓜，辅以狩猎及采集野生植物的种籽和根茎。到公元14世纪时，沟渠网布，纵横交错，索尔特河流域已经有150英里的渠道。（有些渠道重修后沿用至至20世纪。）手工艺除制陶外，另有编筐。公元15世纪初，霍霍坎文化中断，原因不明。